# ADH1B
L'Alcol deidrogenasi 1B è un enzima codificato nell'uomo dal gene ADH1B.
La proteina codificata da questo gene è un membro della famiglia delle alcol deidrogenasi, le quali metabolizzano un ampio spettro di substrati, incluso etanolo, retinolo, altri alcol alifatici, idrossisteroidi e prodotti della perossidazione lipidica. Questa proteina codificata, che consiste di vari omo- e eterodimeri di subunità alfa, beta e gamma, mostra una alta attività per l'ossidazione dell'etanolo e gioca un ruolo predominante nel suo metabolismo. I tre geni che codificano per le subunità alfa, beta e gamma sono organizzati in tandem all'interno di un segmento genomico come un cluster genico.
Il gene umano si colloca a livello del cromosoma 4 in 4q22.
Precedentemente ADH1B era nominato ADH2. Vi sono numerosi geni nella famiglia delle alcol e aldeide deidrogenasi. Questi geni sono ora noti come ADH1A, ADH1C e ADH4, ADH5, ADH6 e ADH7.

## Varianti
Un polimorfismo a singolo nucleotide (SNP) noto all'interno di ADH1B è rs1229984, dove viene mutata una arginina in istidina nella posizione 47.
La variante tipica di questo gene è denominata ADH2(1) o ADH2*1 mentre quella atipica viene nominata, ad esempio, come ADH2(2), ADH2*2, ADH1B*47his, o ADH1B arg47-to-his.
Questo SNP potrebbe essere in relazione col consumo di alcol poiché riduce il rischio di alcolismo.
Un altro SNP è Arg369Cys.

## Ruolo in patologia
Una diminuzione considerevole dell'mRNA di ADH1B è stata rilevata all'interno dei fibroblasti corneali campionati da persone con cheratocono.